# 撰銭
撰銭（えりぜに、えりせん、せんせん）とは、日本の中世後期において、支払決済の際に、劣悪な銭貨（鐚銭・悪銭とも）を忌避・排除したことをいう。

## 経過
日本国内における最古の記録は和銅7年（714年）9月20日に撰銭を禁止する法が見られ、撰銭自体は和同開珎発行後まもなくから行われていたと考えられる。この時の撰銭令は鋳造上の不良銭に対する撰銭や、銭の偽造を禁止したものであるが、詳細については不明な部分も多い。
日本では、室町時代中期ごろから商品経済が徐々に進展していき、貨幣が普及したが、流通したのは中国で鋳造された中国銭であった。中国銭は、中国（宋・元など）との貿易を通じて日本にもたらされた。しかし、その中には中国、東南アジアで私的に鋳造された銭貨も相当数混入しており、日本でもこれらの貨幣を真似て私的に鋳造する者が現れた。これを私鋳銭と呼ぶ。私鋳銭の中には、材料に鉛や鉄を混ぜた物、一部が欠落した物、穴が塞がった物、字が潰れて判読不能な物など、非常に粗悪な物があり（ただし、私鋳銭にも官製の銅銭と同等の品質を持つ物もあった）、商品経済の現場では正式な貨幣と認められなかったりと、嫌われる傾向が強かった。これらの原因には、私的に鋳造されたため雑に作られていたことなどが挙げられる。そのため、これら粗悪な銭貨は鐚銭または悪銭（あくせん）と呼ばれ、一時は鐚銭4枚で一文とする取り決まりがなされるなど、一般の銭貨よりも低い価値とされるようになった。
室町時代後期に入っても引き続き勘合貿易や倭寇などを通じて明から銅銭が輸入され、多くは宋銭だったものの次第に永楽通宝をはじめとする明銭が含まれるようになったが、明銭は私鋳銭や地方政府発行の粗悪銭が多く忌避され（明でも日本でも、明銭よりも開元通宝や宋銭の方が好まれた）、支払決済の現場では、鐚銭は一般の銭貨よりも低価値とされたり、受け取り拒否例も少なくなかった。こうした行為を撰銭というが、撰銭はトラブルの原因となることが多く、時には撰銭を原因とする殺傷事件さえ起きたのである。
そのため、応仁・文明の乱末期になると勘合貿易の権利者である大内家や細川家、後に各地の戦国大名は鐚銭の混入を条件付きで認めることで撰銭を制限し、あるいは禁ずる撰銭令を発令して、円滑な貨幣流通を実現しようとした。貿易を掌握し、自らが多くの渡来銭を抱える有力者は、その価値の低下を恐れたのである。しかし、民衆の間では鐚銭を忌避して撰銭をしようとする意識が根強く残存した。さらに明の海禁政策や銀と紙幣による通貨体系の確立（銅銭の除外）によって銅銭鋳造が半世紀以上（16世紀前半から）にわたり停止したため、当然日本への流入量も減少した。
撰銭を巡る問題は、16世紀日本の強力な中央政権不在にも起因しており、織田政権・豊臣政権・江戸幕府などの統一政権の誕生と伴に解消へ向かった。しかしながら、長い間蔓延した習慣であったこともあり、撰銭の完全な解決は、江戸幕府が安定した品質の寛永通宝を発行し、私鋳銭を厳しく禁ずるようになるまでの長い時間を要した。織田信長は、1569年（永禄12年）から翌年にかけて撰銭令を発令している。まず厳罰を課して撰銭の阻止を目論んだ。また、当時京都で流通していた銭貨10種を品質によって3段階に分類してそれぞれの交換相場を定め、また金銀を代用貨幣として認めることで流通の円滑を目論んだ。その後、畿内における政権の安定とともに良銭と鐚銭の交換相場が受け入れられ、京都では、絶対量が不足していた良銭に代わって、一定の品質を有する鐚銭が支払方法の基準（京銭）となり、この方針を継承した江戸幕府は1608年（慶長13年）に永楽通宝の流通を禁じて京銭を基準とした金貨・銀貨との交換基準を定め、以後寛永通宝発行までの貨幣政策の基本となった。
なお、豊臣政権や江戸幕府が石高制を導入した背景には貨幣の基準が鐚銭になったことによる貨幣価値の低下と流通の一時的混乱という経済情勢を背景にしたとも言われている。

## 時代背景
皇朝十二銭の廃止以後、しばらくは通貨不足のために布貨、すなわち調布や米などの代替貨幣が用いられたが、宋との貿易が良好になり、次第に大量の宋銭が流入した。あまりにも大量だったために宋では対日禁輸令（1171年-）も出された。金や元などに圧迫された南宋の時代になると、時代が下るに連れ鉄銭の発行割合が増加している。
南宋後期の鉄銭や明中期以降の粗悪な私鋳銭や地方政府の鋳銭を「今銭（京銭・南京銭）」「洪武・永楽」「新銭（いまぜに）・制銭」などと総称し、商人らは唐・宋（北宋）時代の良貨と区分し卑しむようになった（ただし、唐や宋の銭とされているものの中にも、明で銅銭の使用が禁止された時代に役人の目をごまかすため「古銭」として私鋳された模造の唐銭や宋銭もあると言われている）。鎌倉の大仏は一説に余剰の「新銭」を鋳潰して作ったとさえいわれる。元々中国銭は少額貨幣だったために多ければ数千から1万貫（500万から1000万枚）単位で輸入され、多くは貫銭として束ねたまま流通した。このため、外形の大きさや厚みなどの見た目で判断するしかなく、これにつけ込んだ「鐚銭」も混じり易くますます実勢レートが下がった。
近年では、明国内における銀の使用盛行が同国内部での銅銭の信用を低下させて、それが日本国内に何らかの影響を与えたという説もある。銀は元代の通貨であり、モンゴル時代には良貨の外形をもつ金国の通貨に対し南宋の鉄銭は既に卑しまれていた。それ以前に北宋の段階で交子が発行されて国内経済は銅銭と紙幣の二本立て構造になっており、元も交鈔を発行して銅銭の代替とした。続く明では銅銭は復活したものの、16世紀に入ると経済成長に発行量が追い付かなくなったために地方政府へ発行権を与えたが、材料に鉛や鉄を含んだり作りの雑な低品質の銅銭が作られ同じく低品質の私鋳銭と共に大量に市場へ出回った、その後の嘉靖帝の時代に銅銭の発行が停止され、16世紀後半には一度銅銭の使用が禁止された。
銅銭の信用低下の原因について、足立啓二は「明朝の国家財政において支払手段を銅銭から銀に変更したことで、それまで国家の支払手段として与えられてきた銅銭に対する国家保証が失われたため」と論じ、大田由紀夫は「明国内における低銭と呼ばれる悪質な私鋳銭の氾濫を抑えることができなくなったことによる暴落」と論じている。両者とも想定している理由は異なるものの、撰銭の原因を日本の国内に求めがちであった従来の研究に対する強い批判となった。明国内において銀と紙幣を機軸とする通貨体系に移行して銅銭鋳造の必然性が失われていった。明国内における銅銭の需要の減少は、鋳造量の減少や国内外取引における銀による決済（銅銭を用いない取引）をもたらし、結果的に日本への銅銭導入は困難となっていった。
なお、中国（明）においても挑揀と呼ばれる日本の撰銭と似たような行為が行われており、挑揀禁止の法令が日本の撰銭令にも影響を与えたとする見方もある。

## 鐚銭の特徴
上記の理由により作成された鐚銭には、主に貫銭に混ぜるための工作が行われた。側面しか見えないために刻面は全く考慮していないものが多い。印字が潰れても全く関係がないからである。
加工銭の中には「擦り銭」や「打ち平目」などがある。これは大きな銭を擦って小さくし、小さな銭を叩いて大きくしたもので、貫銭に混ぜるためのものである。わざわざ四文銭を擦って小さくしたものもあり、実際にはこうした刻面は本物の中国銭であっても全く信用されなかったことを示している。
中国銭は南宋後期や明中期以降の発行銭では、実物自体に粗悪銭が多いために磨耗や錆びが生じ現存品からの鑑定が難しい。

### 退蔵銭
日本や中国では夥しい数の退蔵銭が壷などに入って出土することがある。これらは魔除けやまじない、戦乱を避けて蓄蔵したとの解釈もあるが、悪貨への交換を避けるため良貨を保管したとの見方もある。日本では北宋銭やさらに古い唐銭の残存率が非常に高いほか、中国では寛永銭の埋蔵が目立つという。